# Bolbocaffer matabele
Bolbocaffer matabele är en skalbaggsart som beskrevs av Louis Albert Péringuey 1908. Bolbocaffer matabele ingår i släktet Bolbocaffer och familjen Bolboceratidae. Inga underarter finns listade.